# Hamad ibn Isa Al Khalifa
Hamad ibn Isa Al Khalifa (in arabo حمد بن عيسى بن علي آل خليفة‎?; Al Muharraq, 6 febbraio 1872 – Rumaitha, 20 febbraio 1942) è stato lo sceicco del Bahrein dal 1932 (anno della scomparsa di suo padre Isa ibn Ali Al Khalifa) fino alla sua morte.

## Biografia
Figlio secondogenito del ottavo sceicco del Bahrein Isa ibn Ali Al Khalifa (suo fratello gli premorì nel 1893), Hamad ibn Isa Al Khalifa ricevette un'educazione privata.
Dal 1920 sino al 1929 fu governatore della città di Manama e dal 26 maggio 1923 venne ufficialmente proclamato principe ereditario.
Il 9 dicembre 1932 succedette al padre sul trono del Bahrein e la sua nomina venne ufficializzata de facto il 9 febbraio 1933. Tra le molte opere ascrivibili al suo nome, si ricorda la fondazione dell'Ordine di Al-Khalifa il 7 febbraio del 1940.
Visse al palazzo di Al-Sakhir dal 1925 prendendolo a sua residenza ufficiale. La vita a corte lo soddisfaceva particolarmente in quanto sovente teneva feste con invitati importanti e figure politiche di rilievo, soprattutto dal Regno Unito col quale mantenne sempre ottimi rapporti.
Alla sua morte venne sepolto nel mausoleo di al-Reef.

## Matrimoni e figli
Hamad si sposò in tutto quattro volte: nel 1894 sposò la cognata, vedova del fratello da appena un anno. La seconda moglie fu sua sorella. La terza era la sorella dello sceicco Rashid di Aisha Bint Hakim, nipote Muhammad Ibn khalifa. Il 28 giugno 1934 si sposò con una nipote del quarto imam, il principe Ali.
Da queste unioni nacquero in tutto dieci figli:
- Salman (figlio della seconda moglie)
- Ali (1898-?)
- Rashid (—1916)
- Mubarak (1910-?; figlio della seconda moglie)
- Abdullah (1911-?; figlio della seconda moglie)
- Duajdž (1915-?; figlio della seconda moglie)
- Ahmed (1918-?; figlio della seconda moglie)
- Khalifa
- Ahmed (1920-?)
- Ibrahim